# Veliki rombski triakontaeder
| Veliki rombski triakontaeder             | Veliki rombski triakontaeder                           |
| ---------------------------------------- | ------------------------------------------------------ |
|                                          |                                                        |
| Vrsta                                    | zvezdni polieder                                       |
| Elementi                                 | F = 30, E = 120, V =42 ({\displaystyle \chi \,} = -18) |
| Grupa simetrije                          | Ih, [5,3], *532                                        |
| Sklici                                   | DU54                                                   |
| veliki ikozidodekaeder (dualni polieder) |                                                        |

Veliki rombski triakontaeder je nekonveksni izoederski in izotoksalni polieder. Je dualno telo velikega ikozidodekaedra (U24). Ima 30 sekajočih se rombskih stranskih ploskev.

## Vir
- Wenninger, Magnus (1983), Dual Models, Cambridge University Press, ISBN 978-0-521-54325-5, MR730208